# Petržalka
Petržalka (Hongaars: Pozsonyligetfalu, Duits: Engerau) is het grootste stadsdeel van de Slowaakse hoofdstad Bratislava. Het ligt ten westen van de Donau (in tegenstelling tot de rest van de stad) en wordt door 5 bruggen met de rest van de stad verbonden. Petržalka ligt aan de grens met Oostenrijk. Tot 1947 behoorde dit gebied aan de overzijde van de Donau tot Hongarije. Het werd omwille van een evenwichtige ontwikkeling van Bratislava na de Tweede Wereldoorlog tijdens het tekenen van de Vrede van Parijs (1947) toegewezen aan Slowakije. Petržalka heeft ongeveer 115.000 inwoners. Het stadsdeel werd in de jaren 70 opgebouwd en bestaat uit grote betonnen wooncomplexen. Sinds 2016 heeft het stadsdeel een tramverbinding met de andere oever van de Donau.
In 1910 had het dorp 2947 inwoners: 1997 Duitsers, 495 Hongaren en 318 Slowaken. Tussen 1938 en 1945 was de plaats onder de naam Engerau deel van het Groot-Duitse Rijk.

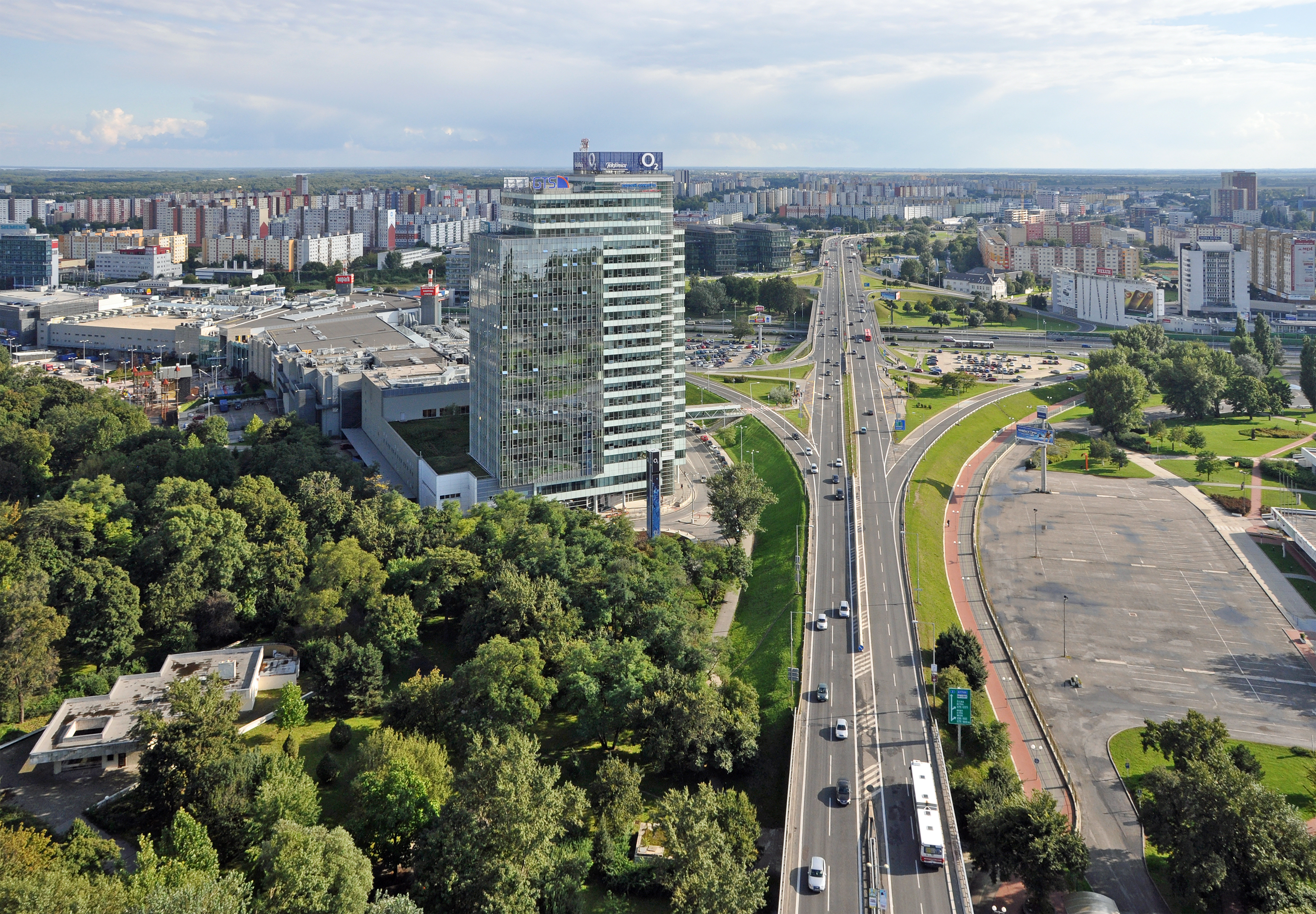
Overzicht van Petržalka vanuit de panoramatoren van de Nieuwe Brug
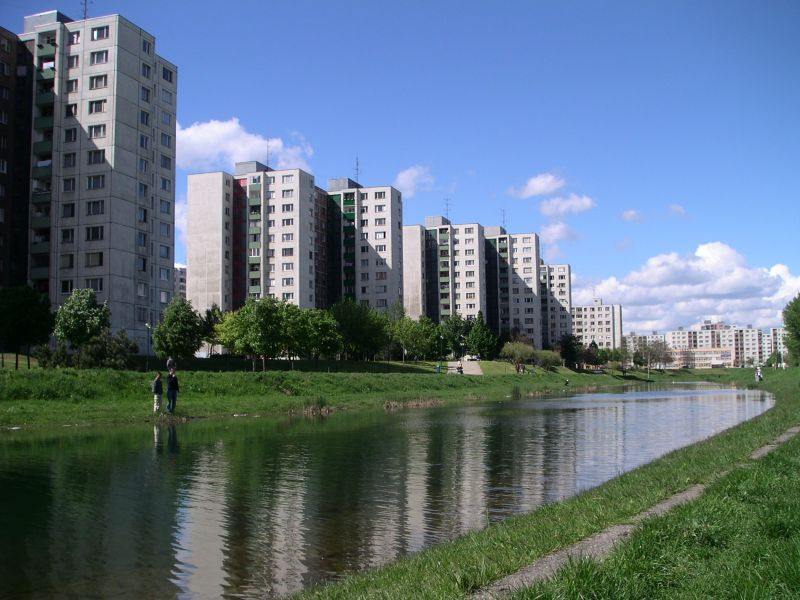
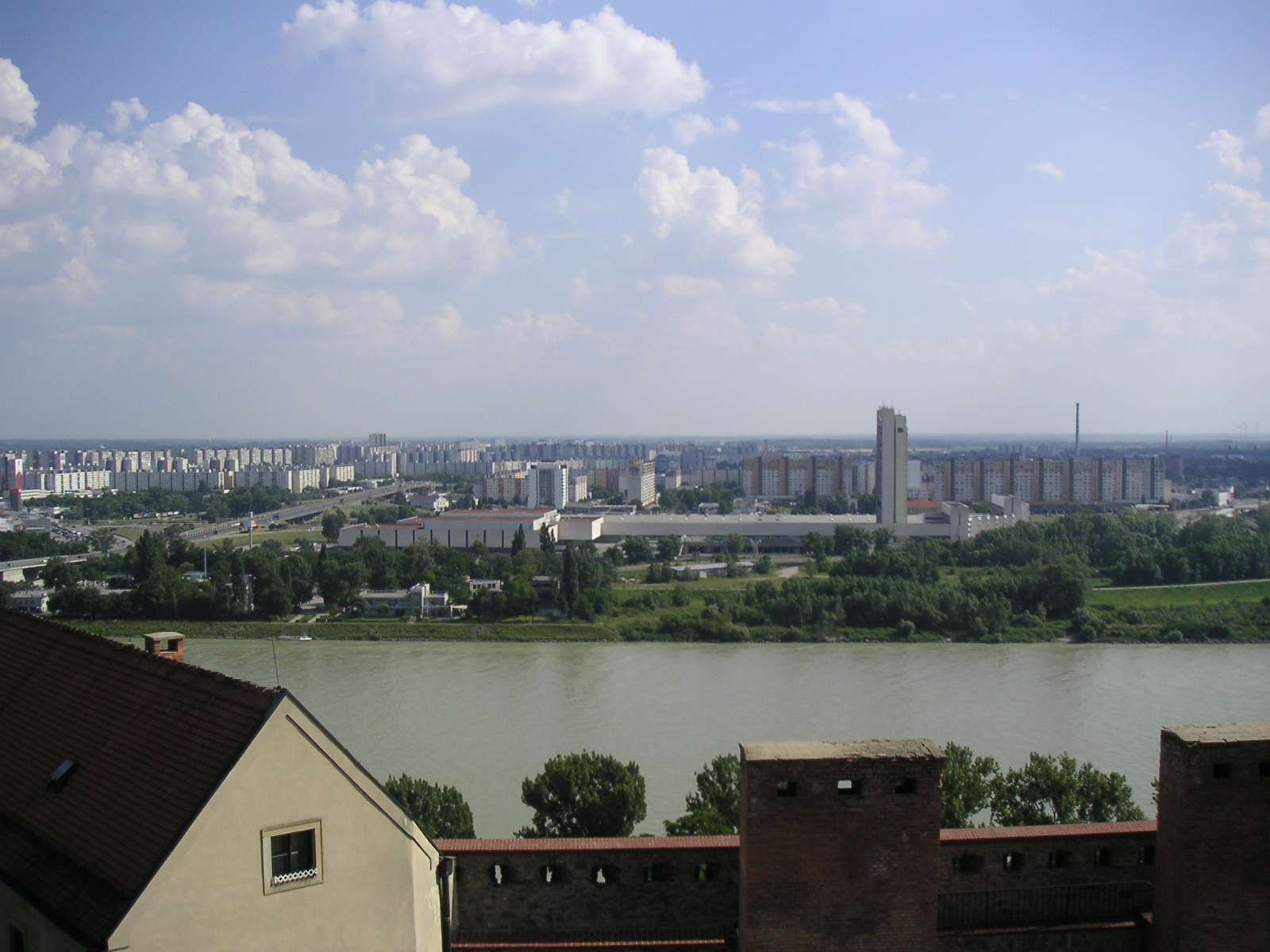
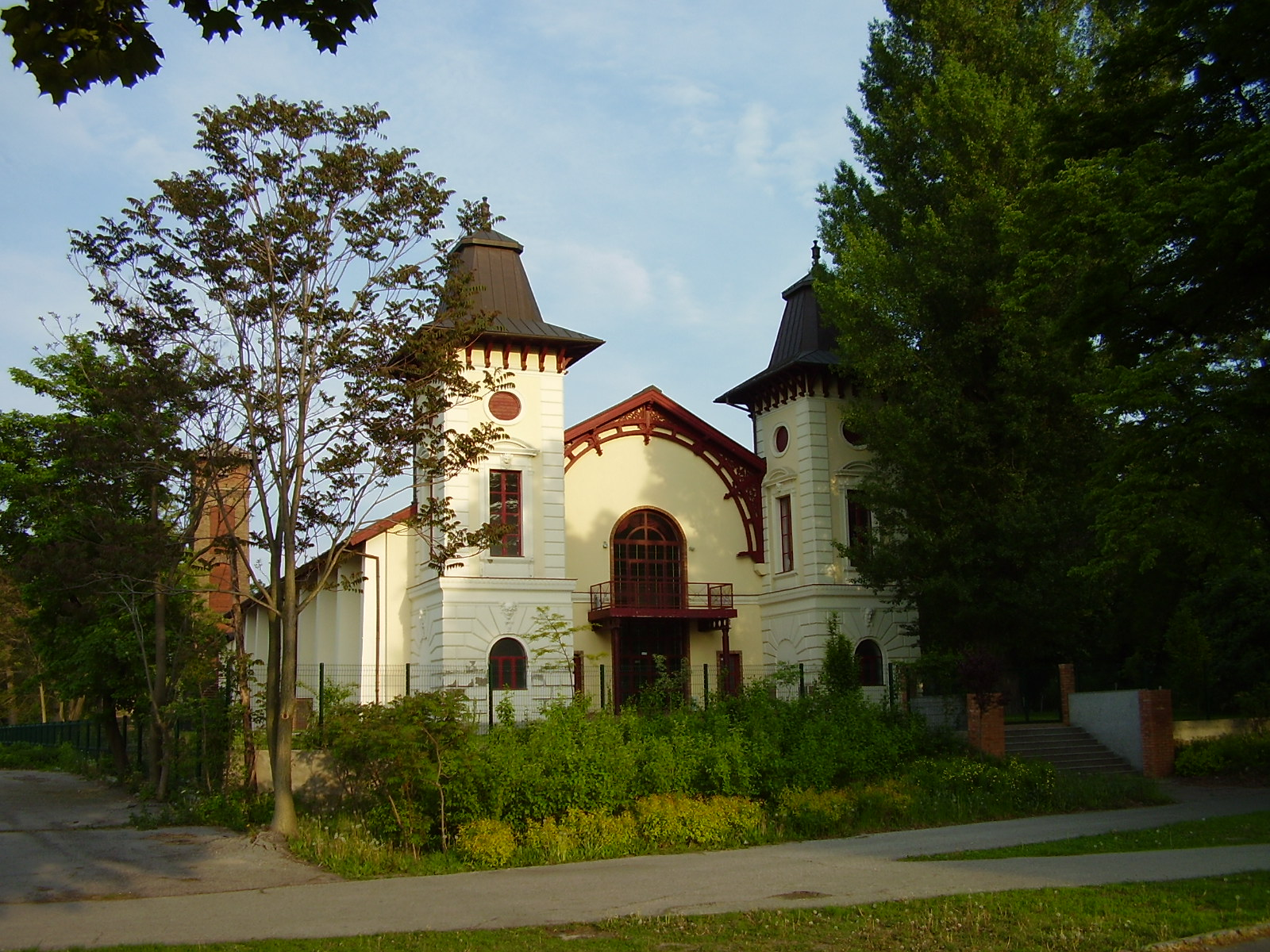
Theater Arena

Districten: Bratislava I · Bratislava II · Bratislava III · Bratislava IV · Bratislava V

Stadsdelen: Čunovo · Devín · Devínska Nová Ves · Dúbravka · Jarovce · Karlova Ves · Lamač · Nové Mesto · Petržalka · Podunajské Biskupice · Rača · Rusovce · Ružinov · Staré Mesto · Vajnory · Vrakuňa · Záhorská Bystrica